# Clypeosphaeria
Clypeosphaeria är ett släkte av svampar. Clypeosphaeria ingår i familjen Clypeosphaeriaceae, ordningen kolkärnsvampar, klassen Sordariomycetes, divisionen sporsäcksvampar och riket svampar.
|                | Apiorhynchostoma |
|                | |
| Clypeosphaeria | \| \| Clypeosphaeria perfidiosa \| \| \| \| \| \| Clypeosphaeria stevensii \| \| \| \| \| \| Clypeosphaeria mamillana \| \| \| \| \| \| Clypeosphaeria phillyreae \| \| \| \| |
|                | \| \| Clypeosphaeria perfidiosa \| \| \| \| \| \| Clypeosphaeria stevensii \| \| \| \| \| \| Clypeosphaeria mamillana \| \| \| \| \| \| Clypeosphaeria phillyreae \| \| \| \| |
|                | Stereosphaeria |
|                | |
|                | Curvatispora |
|                | |
|                | Ommatomyces |
|                | |
|                | Brunneiapiospora |
|                | |
|                | Apioclypea |
|                | |
|                | Clypeophysalospora |
|                | |
|                | Clypeosphaeria perfidiosa |
|                | |
|                | Clypeosphaeria stevensii |
|                | |
|                | Clypeosphaeria mamillana |
|                | |
|                | Clypeosphaeria phillyreae |
|                | |

|  | Clypeosphaeria perfidiosa |
|  |                           |
|  | Clypeosphaeria stevensii  |
|  |                           |
|  | Clypeosphaeria mamillana  |
|  |                           |
|  | Clypeosphaeria phillyreae |
|  |                           |